# Bassala Bagayoko
Bassala Bagayoko (Bamako, 10 settembre 2006) è un cestista maliano di formazione spagnola.

## Carriera
Il 25 aprile 2021 è diventato il più giovane esordiente della storia della Liga ACB, all'età di 14 anni, sette mesi e quindici giorni, superando così il precedente primato di Ricky Rubio che durava dal 2005.

## Palmarès
- FIBA Europe Cup: 1

Bilbao: 2024-2025